# Angerville (Essonne)
Angerville é uma comuna francesa localizada a sessenta e seis quilômetros ao sudoeste de Paris, no departamento de Essonne na região de Ilha de França.
Seus habitantes são chamados Angervillois.

## Geografia

### Situação
Angerville está localizada a sessenta e seis quilômetros ao sudoeste de Paris-Notre-Dame, ponto zero das estradas da França, dezoito quilômetros ao sudoeste de Étampes, vinte e quatro quilômetros ao sul de Dourdan, trinta e três quilômetros ao sudoeste de La Ferté-Alais, trinta e seis quilômetros ao sudoeste da Milly-la-Forêt, trinta e seis milhas ao sudoeste de Arpajon, quarenta e dois quilômetros ao sudoeste de Montlhéry, a quarenta e oito quilômetros ao sudoeste de Palaiseau, quarenta e nove quilômetros ao sudoeste de Évry, quarenta e nove quilômetros ao sudoeste de Corbeil-Essonnes, duzentos e doze quilômetros ao nordeste da cidade de Angers e cento oitenta e um quilômetros ao sudeste de seu homônimo Angerville em Calvados.

### Transportes

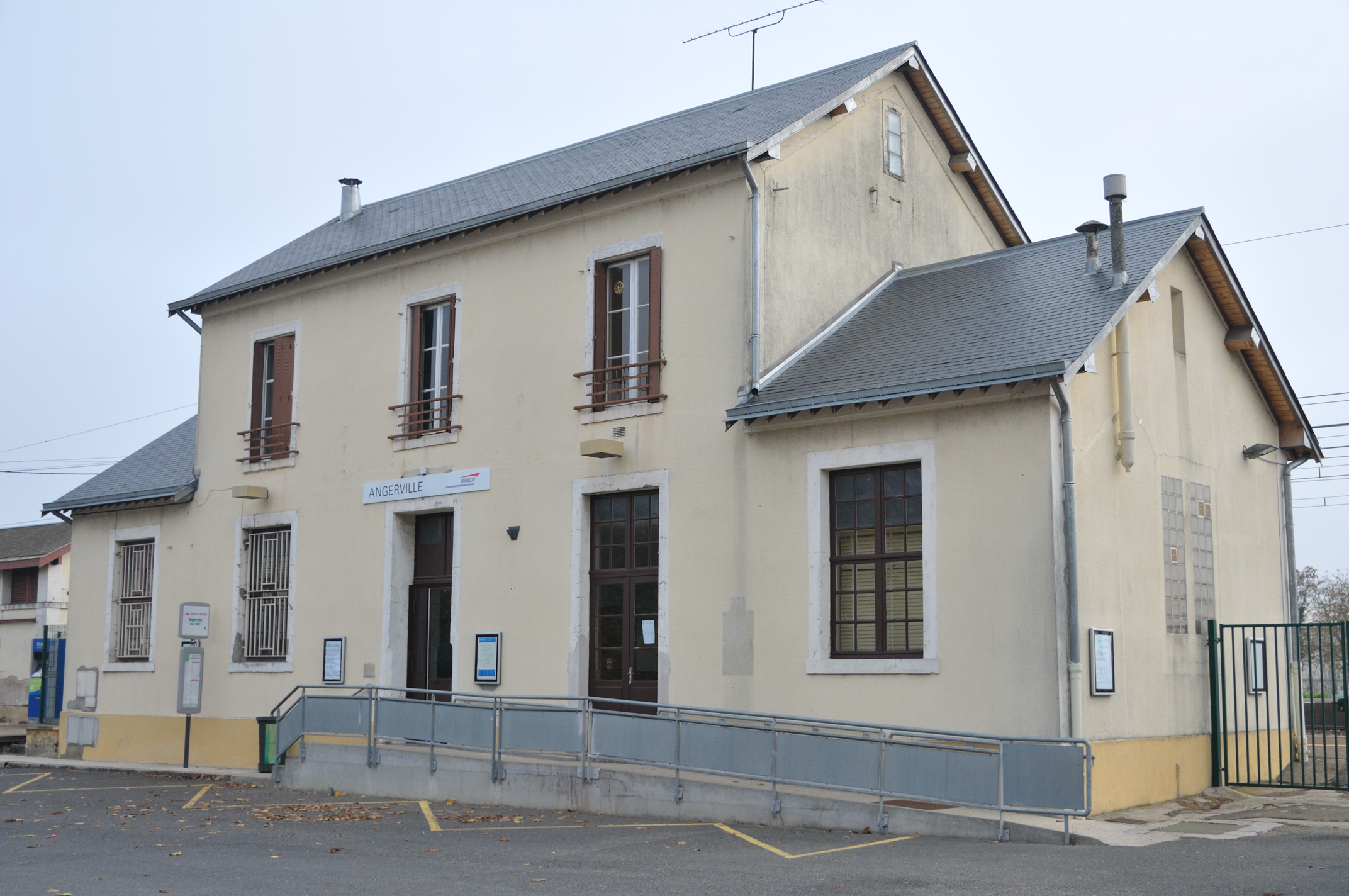
A estação de Angerville.

O município tem em seu território a estação de Angerville na linha Paris-Austerlitz - Bordeaux-St-Jean, servida pelo TER Centre-Val de Loire.
A cidade é servida por:
- N 20 de Orleans, em direção a Étampes, em seguida a Paris;
- trens na direção de Étampes, a partir de Orleans em direção a Étampes, em seguida a Paris ;
- Ormont Transport: 306.12;
- CEAT: 10.20, 10.21, 316 330;
- Transbeauce: 16.

## Toponímia
O nome da localidade é atestado sob as formas latinizadas Ansgerii villa em 1079, Anschervilla em 1123, Angere Regis, Angervilla-Gasta, Angerville la Gaste, e depois Angerville-la-Gate.
É uma formação toponímica em -ville no velho sentido de "domínio rural" (termo derivado do galo-romano VILLA "grande domínio rural").
O primeiro elemento, como é geralmente o caso, se explica por um antropônimo de origem germânica. Neste caso, é Ansgar, o nome da pessoa com frequentemente atestado e que se perpetua no patrônimo Anger, bastante comum, típico do Noroeste da França. Ele é encontrado em Angervilliers, outra comuna de Essonne (ver São Ansgário).
Em algumas formas mais antigas, nota-se o determinante complementares e transitório de -gâte: Angerville-la-Gate, do francês antigo gaste, deverbal de gaster > gâter, palavra por palavra "terra despejada", isto é, "terra inculta" que pode ser encontrado em Saint-Aubin-de-Terregatte (Mancha, Terra Wasta 1144, Terra Guasta 1154) e Saint-Denis-le-Gast (Mancha).
A comuna foi criada em 1793 com o seu nome atual.

## História
A história de Angerville começa com Suger, preboste de Toury e abade de Saint-Denis, que fundou as Villae novae, asilos abertos aos fugitivos. Ele é encorajado por Luís VI que declarou livres, aqueles que se estabelecerem aí. Confinado em suas muralhas desde Henrique II da França, a passagem na estrada real entre Paris e Orleans, se tornou rapidamente próspera (40 pousadas, estações de correio e hotéis). Hoje, sempre vila prospera na estrada nacional 20 e a estação na ferrovia de Paris a Orleans.
A antiga comuna de Dommerville, anteriormente localizada no departamento de Eure-et-Loir, se juntou à de Angerville em 1974, excluindo a aldeia de Jodainville que se juntou à comuna de Gommerville.

## Cultura local e Patrimônio

### Patrimônio ambiental
Alguns bosques arborizados foram identificados ao título de espaços naturais sensíveis pelo Conselho geral de Essonne.

### Patrimônio arquitetônico
- O château de Dommerville, construído entre 1777 e 1782, inscrito nos monumentos históricos em 28 de março de 1977.
- Capela Saint-Roch em Villeneuve
- Église Saint-Germain à Dommerville.
- Église Saint-Pierre-et-Saint-Eutrope
- Um monumento raro aos mortos da gendarmerie, inaugurado em 26 de julho de 1914 em homenagem aos agentes que morreram entre 1911 e 1913, durante as intervenções contra os anarquistas.

Locais e monumentos de Angerville
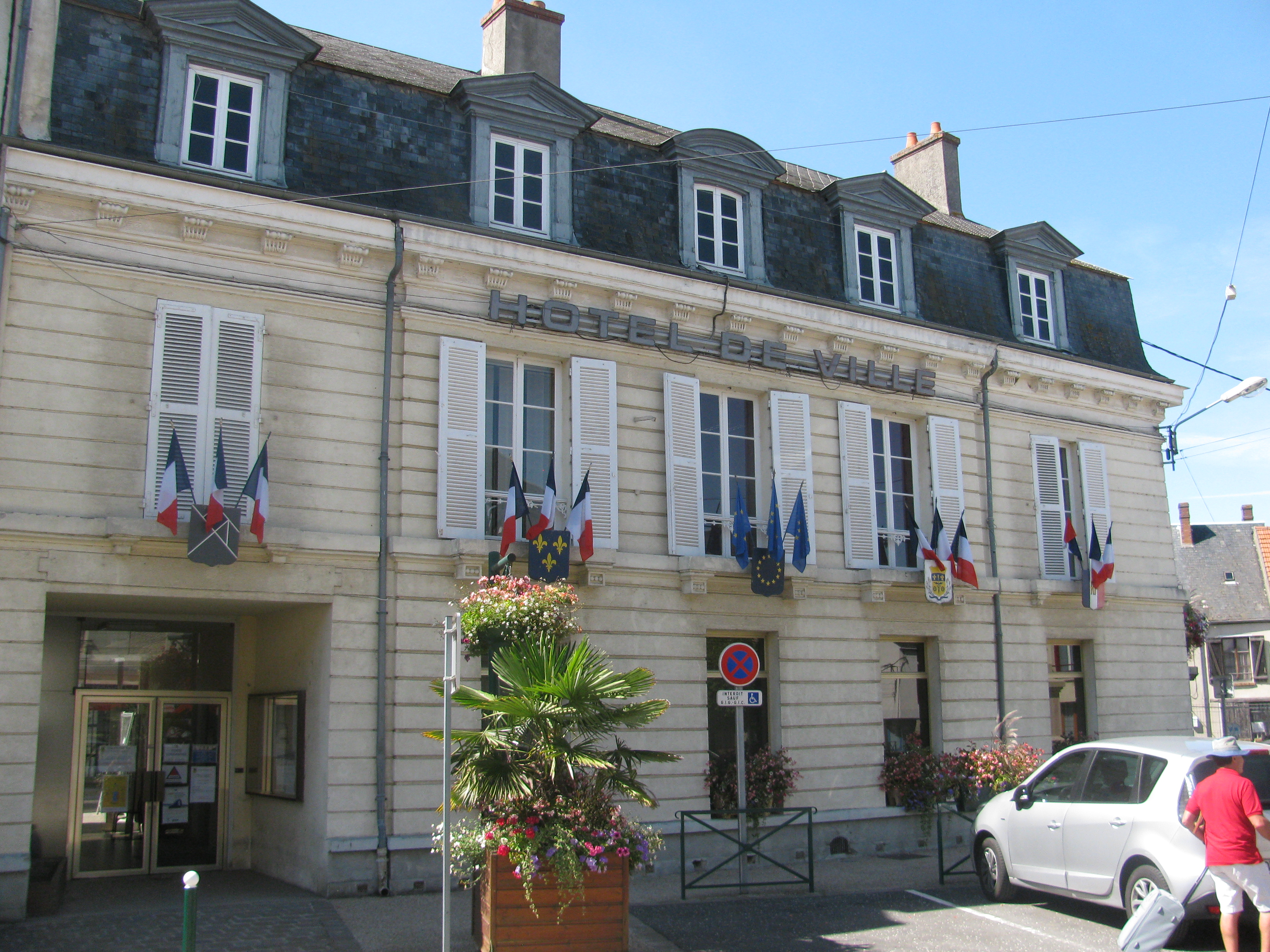
A prefeitura.
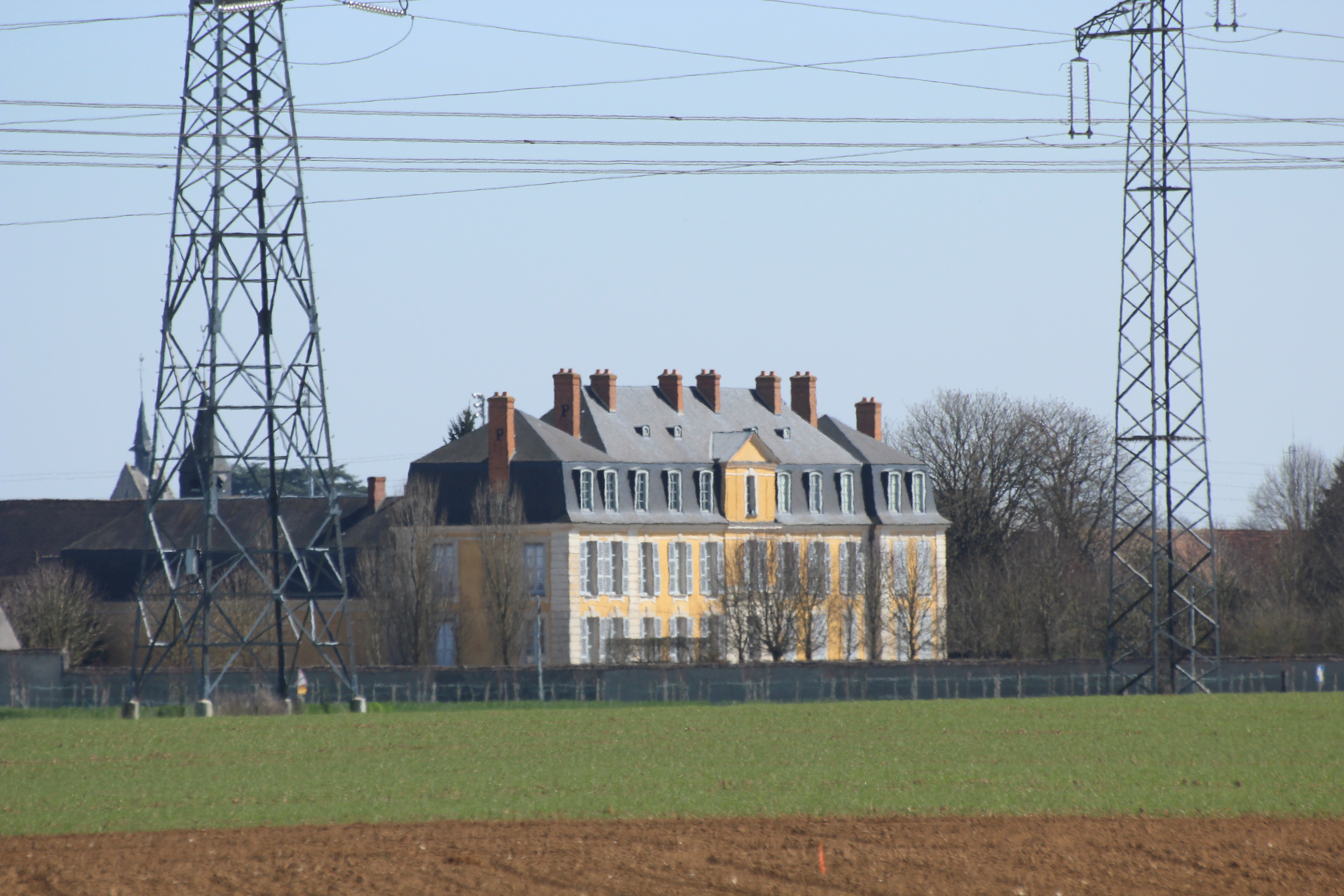
O château de Dommerville.
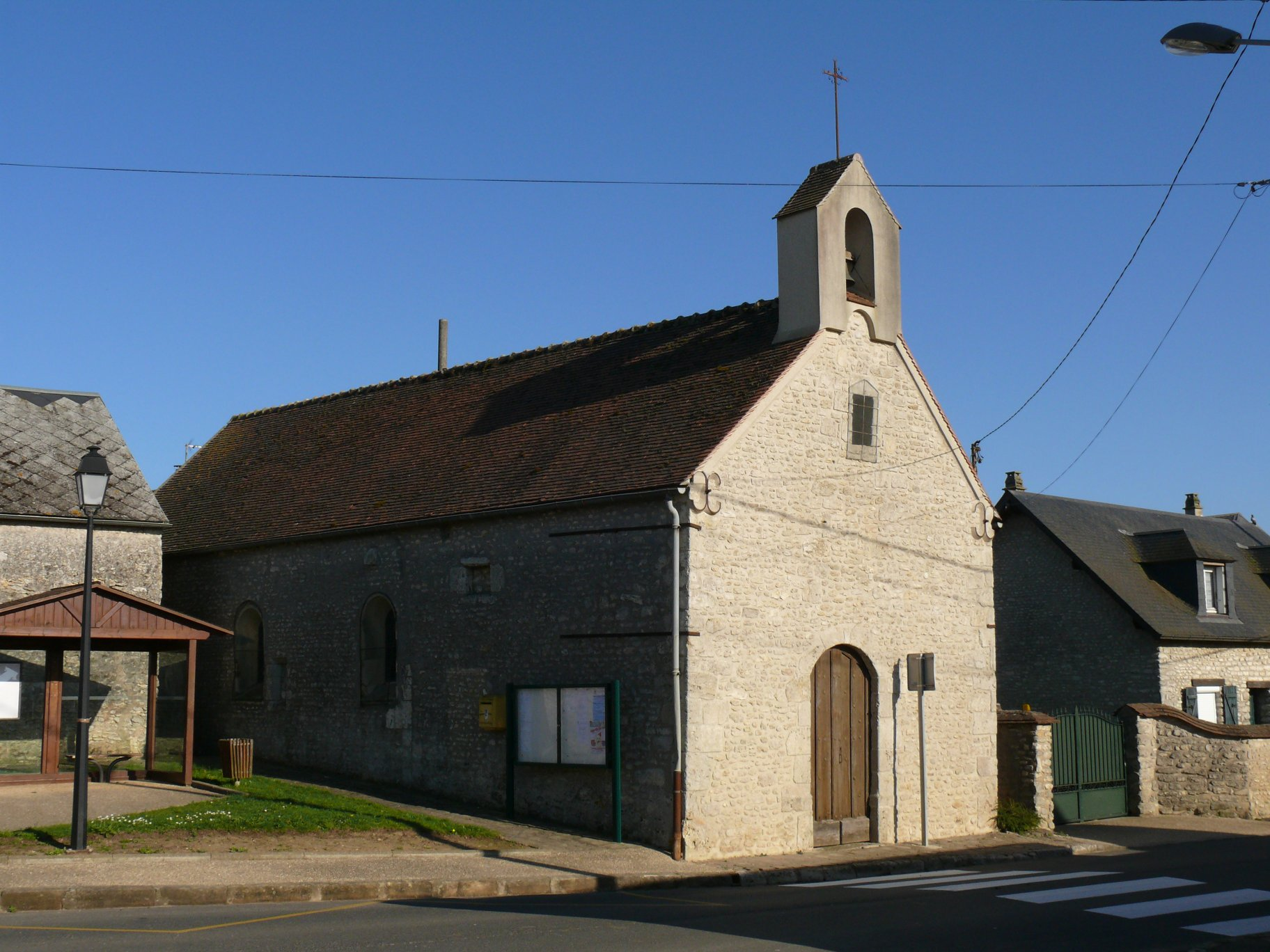
A capela Saint-Roch de Villeneuve.
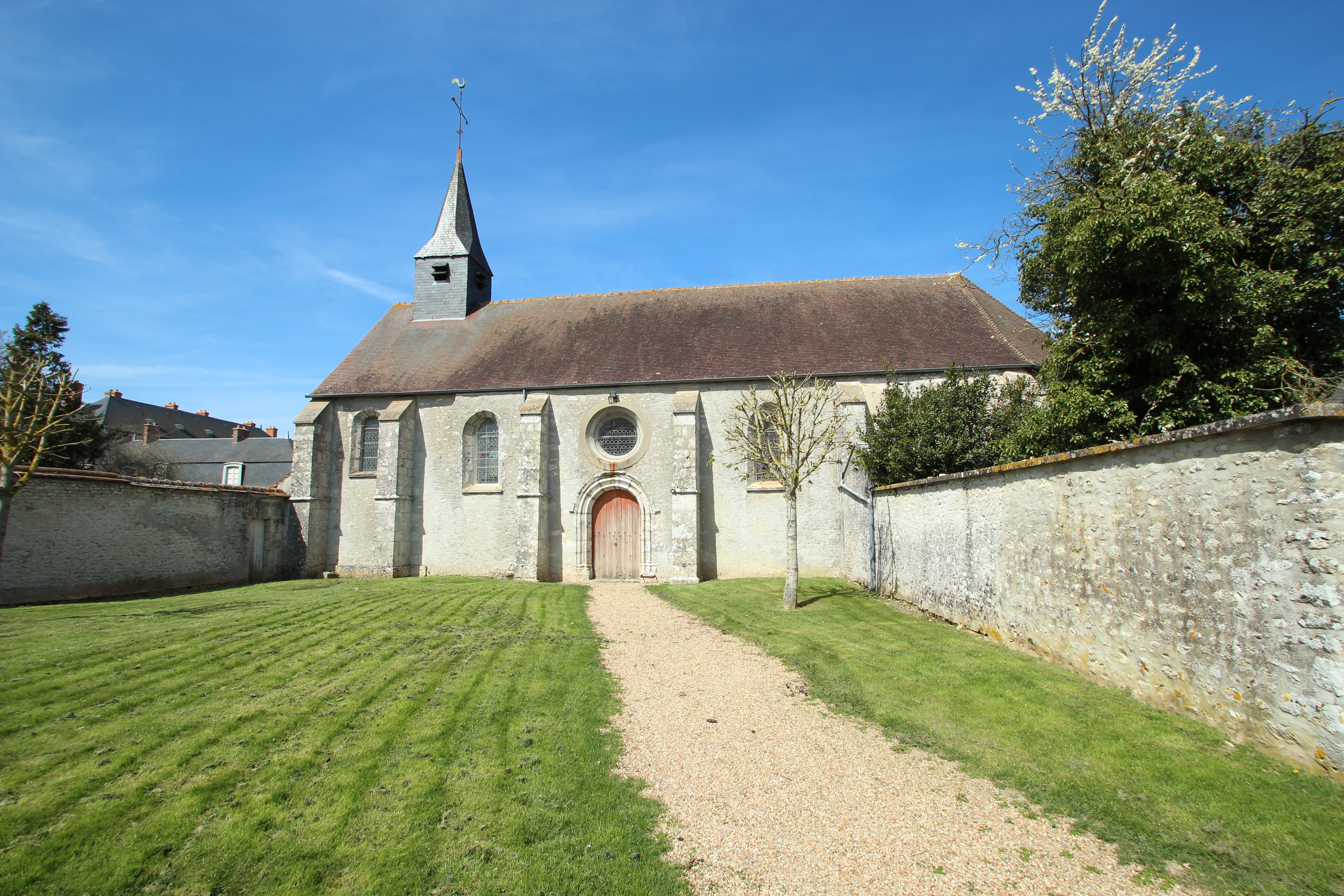
A igreja Saint-Germain em Dommerville.
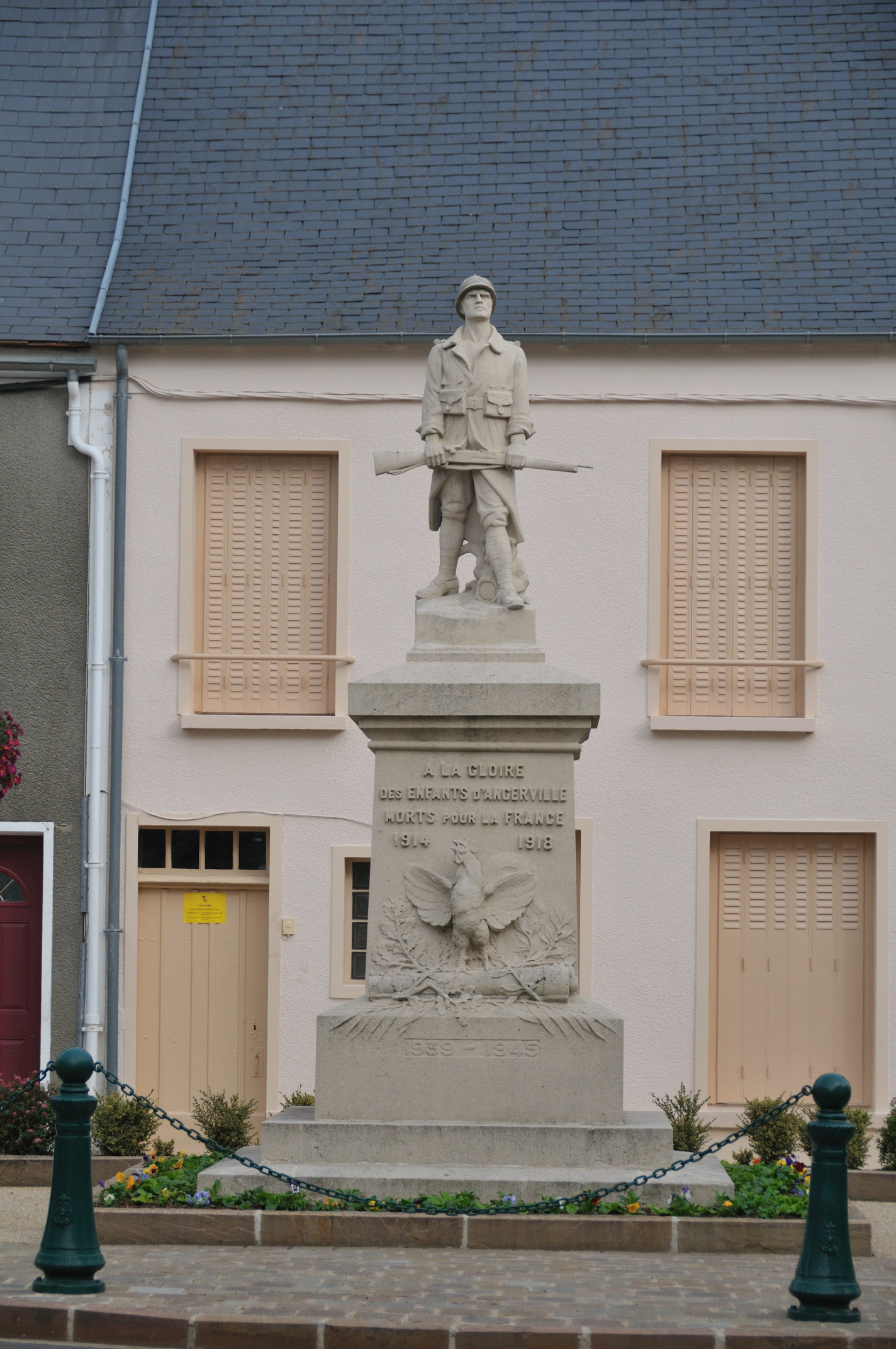
O monumento aos mortos de Angerville.
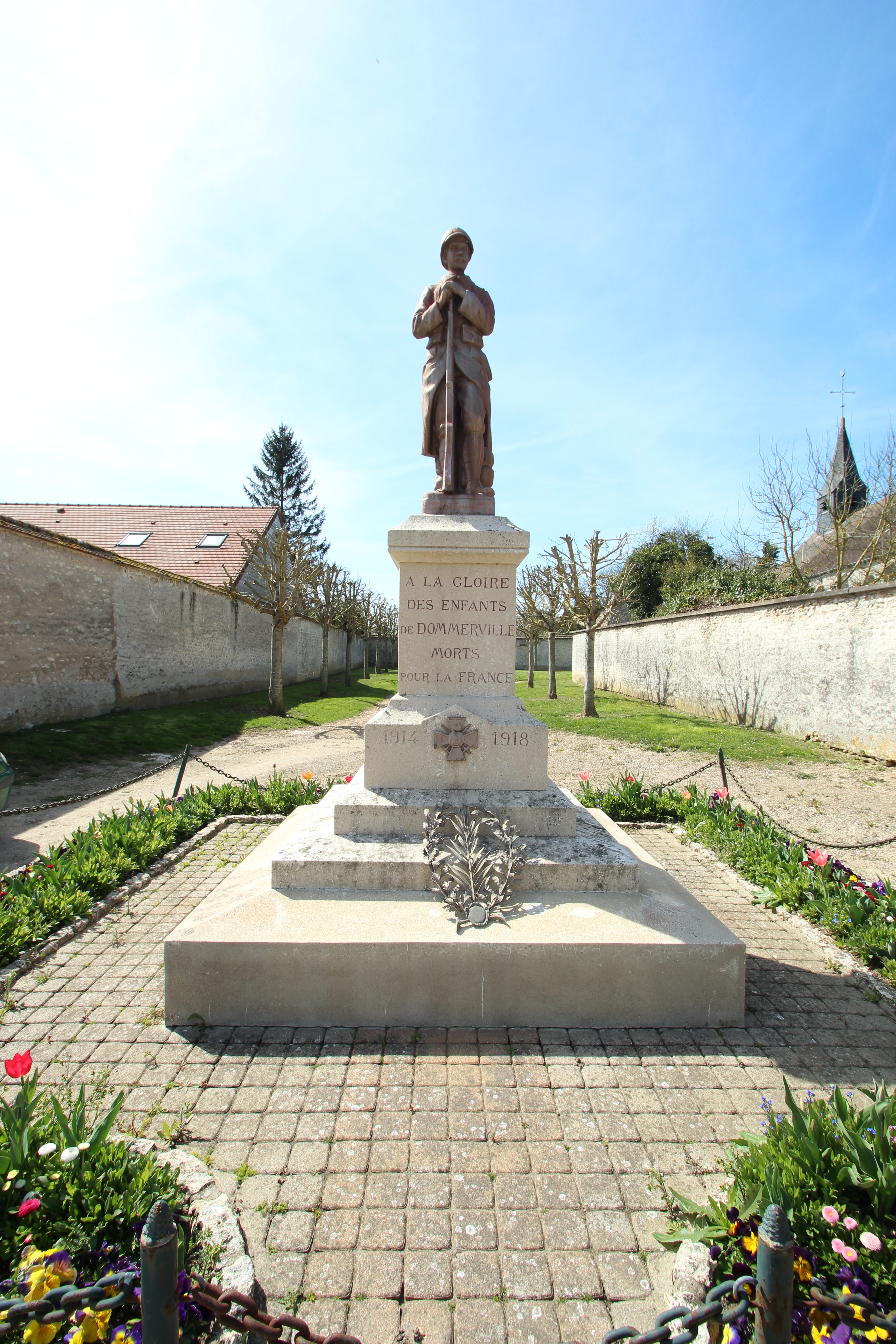
O monumento aos mortos de Dommerville.

### Personalidades ligadas à comuna
- Henri Alexandre Tessier (1741-1837), engenheiro agrônomo;
- Charles-Louis Philippe de Hallot (1709-?), tenente-general dos exércitos do rei, ele reconstruiu o castelo de Dommerville de 1777 a 1782;
- Tony Gallopin (1988-), ciclista.